# Somogyszob
Somogyszob is een plaats en gemeente in het Hongaarse comitaat Somogy. Somogyszob telt 1678 inwoners (2007).